# Sepolcro di Rodolfo di Svevia
Il sepolcro di Rodolfo di Svevia è una scultura in bronzo, realizzata intorno al 1080 e conservata nel duomo di Merseburg. Si tratta della prima lastra tombale figurale dell'Europa centrale e la prima tomba profana del suo genere in questa zona, ossia la tomba di un laico collocata nel presbiterio di un edificio religioso. Inoltre, si tratta di un rarissimo bronzo medievale. La lastra funeraria è uno dei più importanti tesori della cattedrale conservati a Merseburg.

## Contesto storico

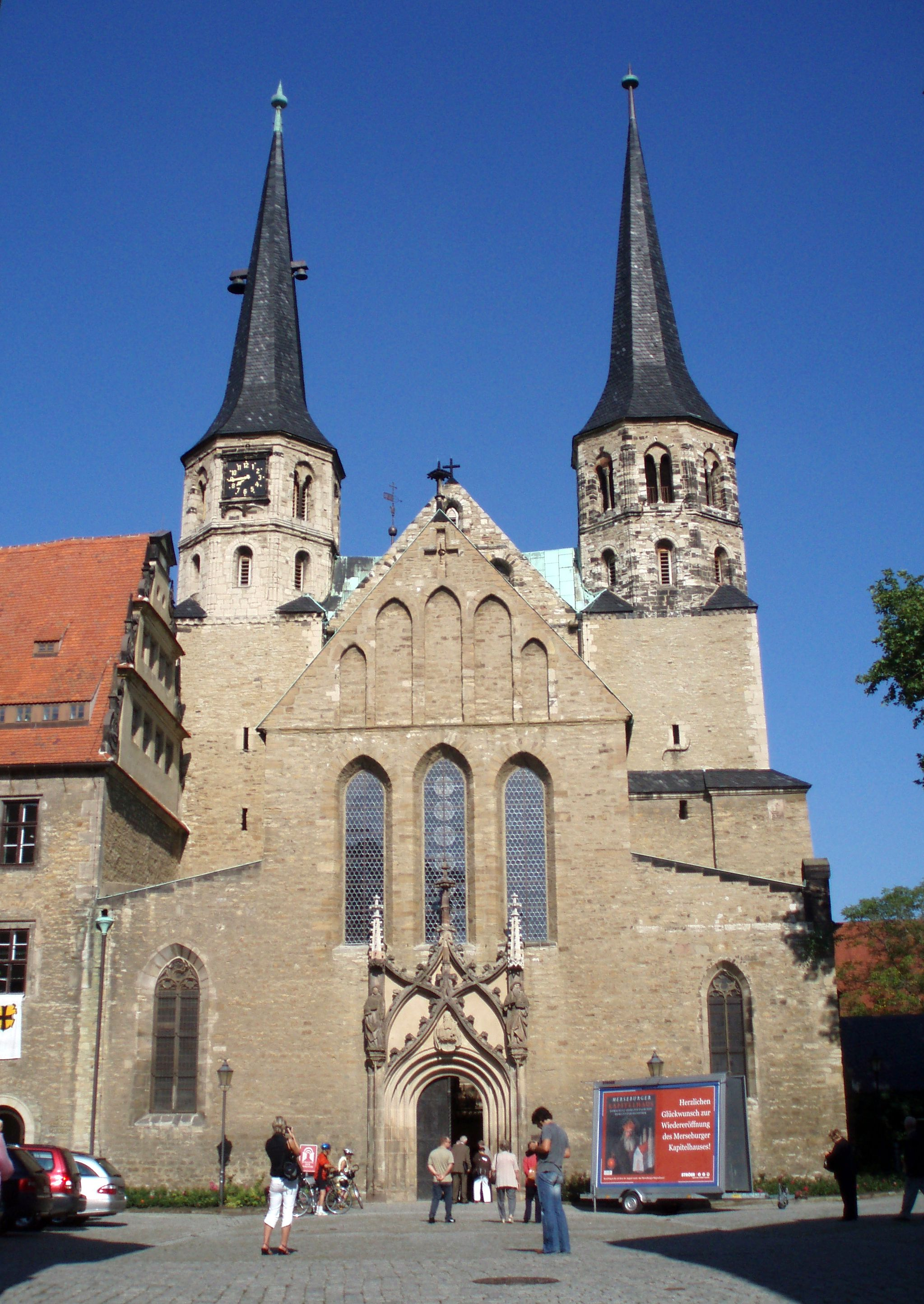
Cattedrale di Merseburg

Rodolfo di Rheinfelden era figlio di Kuno di Rheinfelden, nato intorno al 1030. Nel 1057 fu nominato duca di Svevia da Agnese, la madre di Enrico IV di Franconia. Ella, inizialmente, cercò di mediare tra Rodolfo e Enrico IV: Rodolfo sembrava avere successo, combattendo dalla parte del re durante la rivolta sassone nel 1073-1075. Dopo la scomunica di papa Gregorio VII contro il re nel 1076 e l'inizio della lotta per le investiture, Rodolfo si rivolse apertamente contro Enrico IV e si schierò con il papa. Lo scontro tra papa e re sostenne la speranza di Rodolfo di rovesciare il potere di Enrico IV, sostituendolo alla carica di re di Germania.
Dopo che il papa e il re si accordarono reciprocamente nel 1076, l'assoluzione di Enrico IV avvenne nel gennaio 1077. Con la sua penitenza fu assolto legalmente dalla scomunica, ma questo non fu sufficiente per i principi tedeschi congiurati con Rodolfo, e così Enrico fu deposto e Rodolfo fu eletto re, diventando di fatto il primo anti-re dell'impero. L'elezione di Rodolfo come re avversario fu tollerata dalla parte papale, compreso papa Gregorio VII che arrivò a sostenerne l'azione. Questo sviluppo fu molto rivoluzionario perché l'elezione di Rodolfo negò il diritto di eredità della carica, tanto che Rodolfo stesso, nel suo discorso di elezione, dichiarò di non rivendicare alcun diritto ereditario al trono reale per se stesso e per il figlio. Sostenne inoltre di non voler considerare l'impero come una proprietà, ma di averne solo trasferito l'amministrazione. Queste dichiarazioni gli valsero il sostegno dei principi sassoni, poiché quest'ultimo punto fu decisivo per la guerra tra i Sassoni e Enrico IV quando quest'ultimo iniziò a richiedere le proprietà imperiali. Nonostante queste difficoltà, la situazione di Enrico in Germania migliorò negli anni seguenti, e la Grande rivolta dei sassoni evolse in sfavore di Rodolfo, che perse numerosi territori. Gregorio VII decise di sostenere la rivolta e lanciò una seconda scomunica contro Enrico nel marzo 1080, sostenendo così l'anti-re duca Rodolfo assicurandogli la benedizione apostolica per questo e per tutte le vite future. Papa Gregorio VII pronunciò anche una profezia che preannunciava la morte di Enrico IV, sottolineando ulteriormente la legittimità di Rodolfo.
Durante la battaglia di Hohenmölsen del 1080, Rodolfo fu ferito a morte nonostante la sua vittoria militare. La sua mano destra fu tagliata nel combattimento, fatto che in seguito fu interpretato come un segno di Dio, essendo la mano del giuramento di fedeltà al re Enrico IV, e portò a una reinterpretazione della profezia di Gregorio VII circa la prossima morte del falso re. Per contrastare le accuse e la propaganda anti-Rodolfo, l'anti-re fu sepolto nel modo più onorevole possibile nella cattedrale di Merseburg con una magnifica tomba, che aveva lo scopo di sottolineare la sua posizione di re e onorare i confronti con Carlo Magno nell'iscrizione sulla targa. Questo confronto con uno dei più grandi re tedeschi fu un duro colpo per Enrico IV, poiché riusciva nell'intento di metterlo fortemente all'ombra dell'anti-re Rodolfo e di negare la sua maestà.

## Descrizione

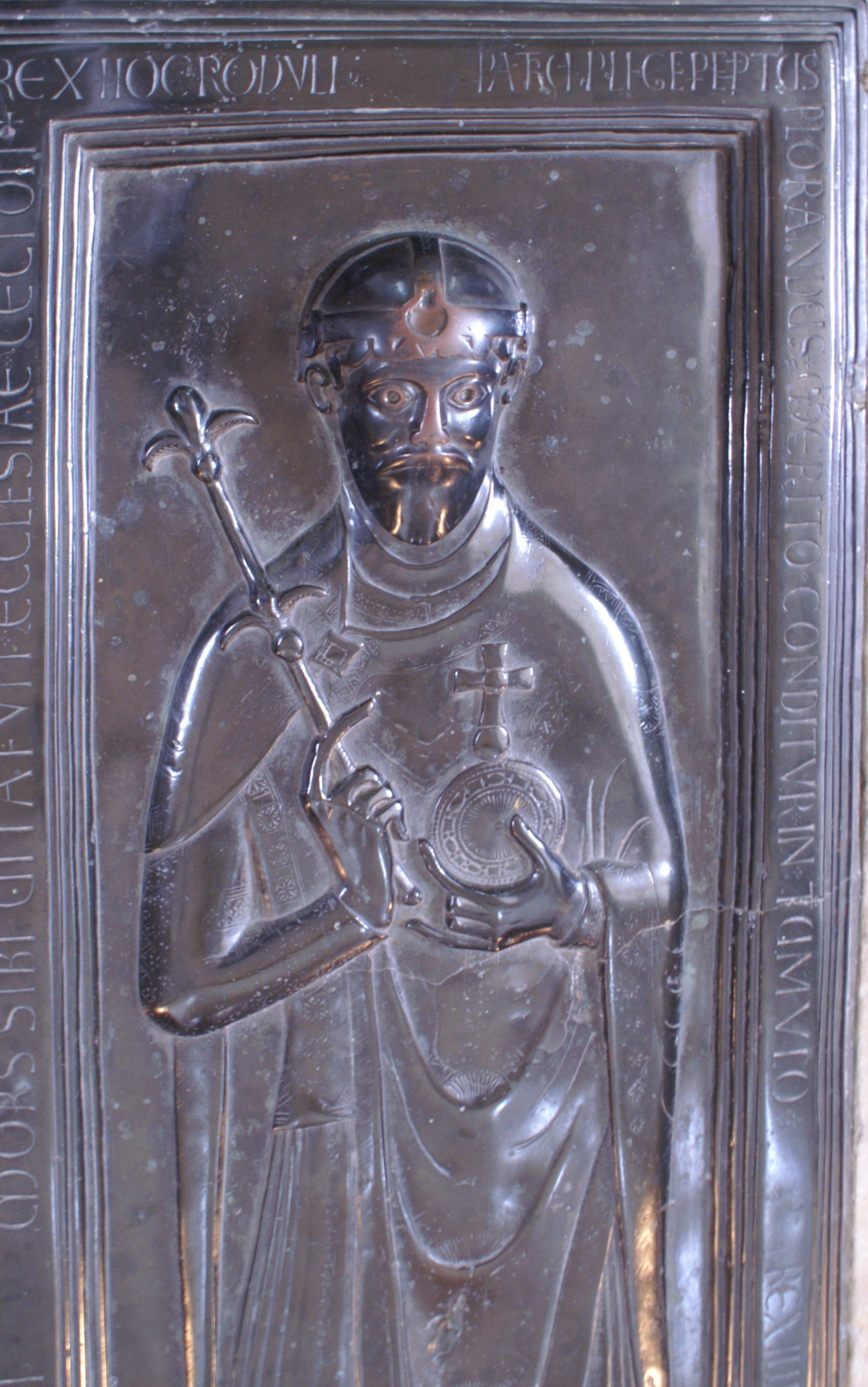
Dettaglio

### Soggetto
La lastra funeraria del re avversario è stata fusa in un unico pezzo di bronzo. Con le dimensioni di 1,97 m di lunghezza e 0,68 m di larghezza, è quasi a grandezza naturale. In origine, come molte tombe successive di questo tipo, era dorato e decorato con smalti e gemme, ma nulla si è conservato. Secondo i documenti, fu collocato su istruzione del vescovo di Merseburg Guarniero/Werner all'incrocio della cattedrale di Merseburg, direttamente sopra la camera funeraria di Rodolfo. In origine, la lastra era a livello del suolo, il che potrebbe spiegare le abrasioni, le crepe e le ammaccature presenti. Successivamente, per evitarne un'ulteriore usura, venne posta su un rialzo in arenaria con pannelli laterali a cassettoni, arrivando a guadagnare le dimensioni di 2,06 m di lunghezza, 0,29 m di altezza e 0,77 m di larghezza.
Il riquadro centrale mostra una rappresentazione frontale a corpo intero di Rodolfo, lavorato a bassorilievo per 2-8 cm dalla superficie. La raffigurazione mostra Rodolfo con le insegne reali, che non ha mai legalmente posseduto come anti-re. I tratti del viso del re avversario sono fortemente simmetrici. Gli zigomi alti e gli occhi spalancati, originariamente ricoperti di smalto, appaiono molto rigidi e supportano l'ipotesi che il rilievo non assuma alcuna caratteristica reale del volto di Rodolfo, ma cerca solo di rappresentare un modello astratto di sovrano. Sulla sua testa indossa una corona aderente che, con le decorazioni di pietre preziose perdute, è la parte più sporgente del rilievo.
Le sue braccia, piegate verso il petto, reggono le insegne regali. Nella mano sinistra tiene il globo imperiale con una croce, modellato piatto come un disco, mentre nella mano destra tiene un doppio scettro, che sporge nella direzione della curva della spalla. Il dito indice della mano destra punta nella direzione della croce sul globo. Inoltre, è raffigurato con una clamide chiusa sulla spalla destra, un mantello reale adottato dall'antica Roma e che è parte integrante dell'iconografia reale. La raccolta delle clamide sulla spalla richiederebbe in realtà un drappeggio asimmetrico, invece un unico telo divide la gonna sottostante in pieghe a scodella disposte simmetricamente. Le tre pieghe centrali sono decorate con un motivo a conchiglia, che sottolinea le pieghe imperfette. La tunica ricade in pieghe tubolari e accenna una sorta di prospettiva dal basso. Le vesti erano riccamente cesellate e dotate di vari motivi e decorazioni, di cui oggi rimangono tracce.
I piedi sono rivestiti di stivali di pelle a punta e pendono leggermente di lato. Attaccati agli stivali vi sono degli speroni che rompono la prospettiva, in quanto sembrano essere posti a lato della vista frontale del resto del rilievo. È particolarmente evidente che, nella raffigurazione, Rodolfo non sia disteso su un cuscino, bensì sia mostrato su uno sfondo completamente indefinito, che suggerisce l'ipotesi di una rappresentazione nella sua esistenza terrena. Si tratta di un dettaglio rilevante, perché la maggior parte delle lastre funerarie figurative fino a questo momento mostrano il defunto nell'aspetto con cui viene lasciato il regno terreno, cioè per lo più sdraiate su un cuscino o una bara simile a un letto.
Il rilievo è incorniciato da un'iscrizione, leggibile dall'interno verso l'esterno attorno alla lastra funeraria. È profilata da un bordo scalato quattro volte all'interno e cinque volte all'esterno, e l'altezza delle lettere è di 3 cm. L'iscrizione nomina inequivocabilmente Rodolfo come re:
(Sepolcro di Rodolfo di Svevia, iscrizione di contorno.)

### Significato

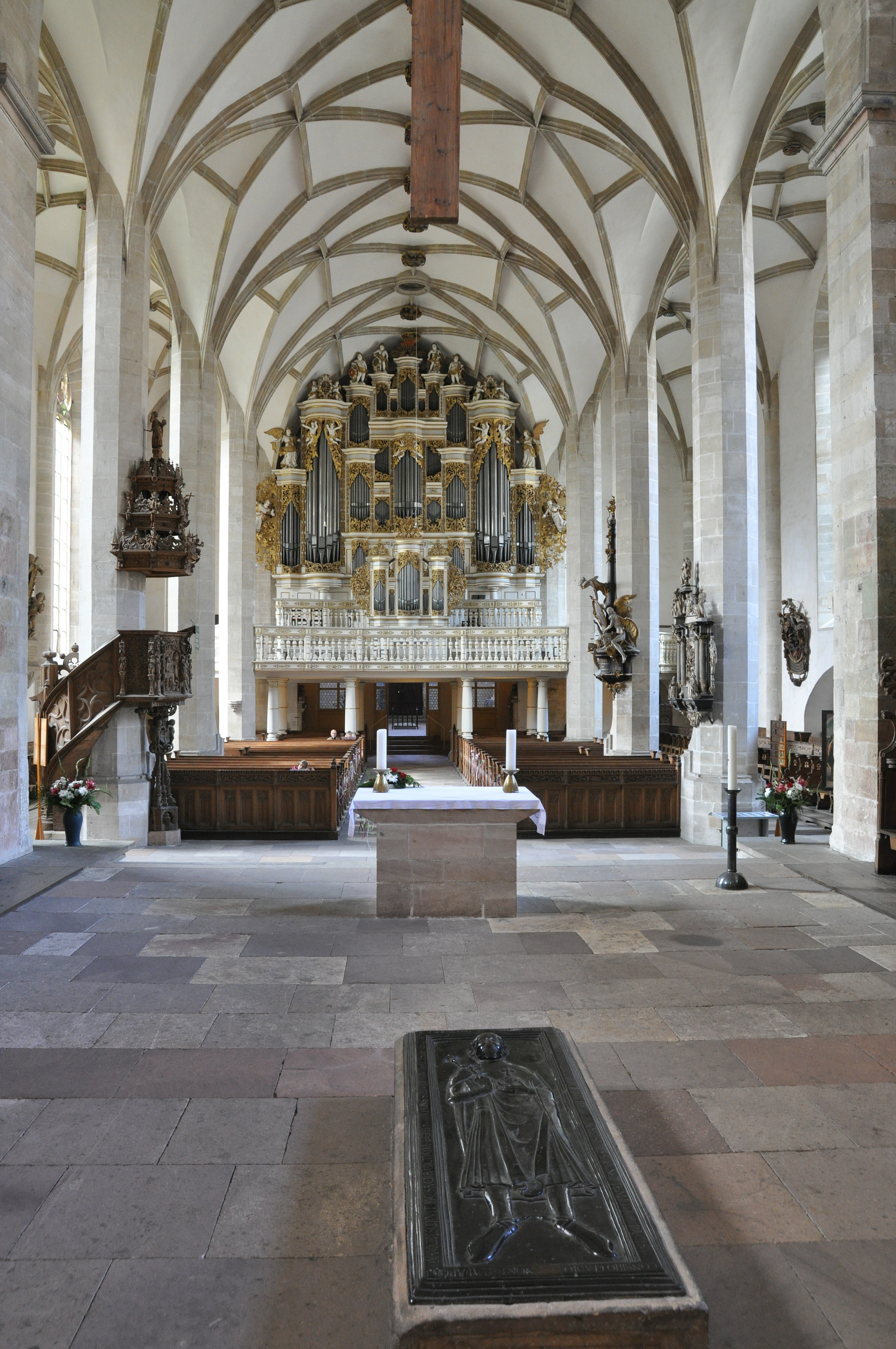
Posizione del sepolcro nel duomo di Merseburg (vista verso la navata)

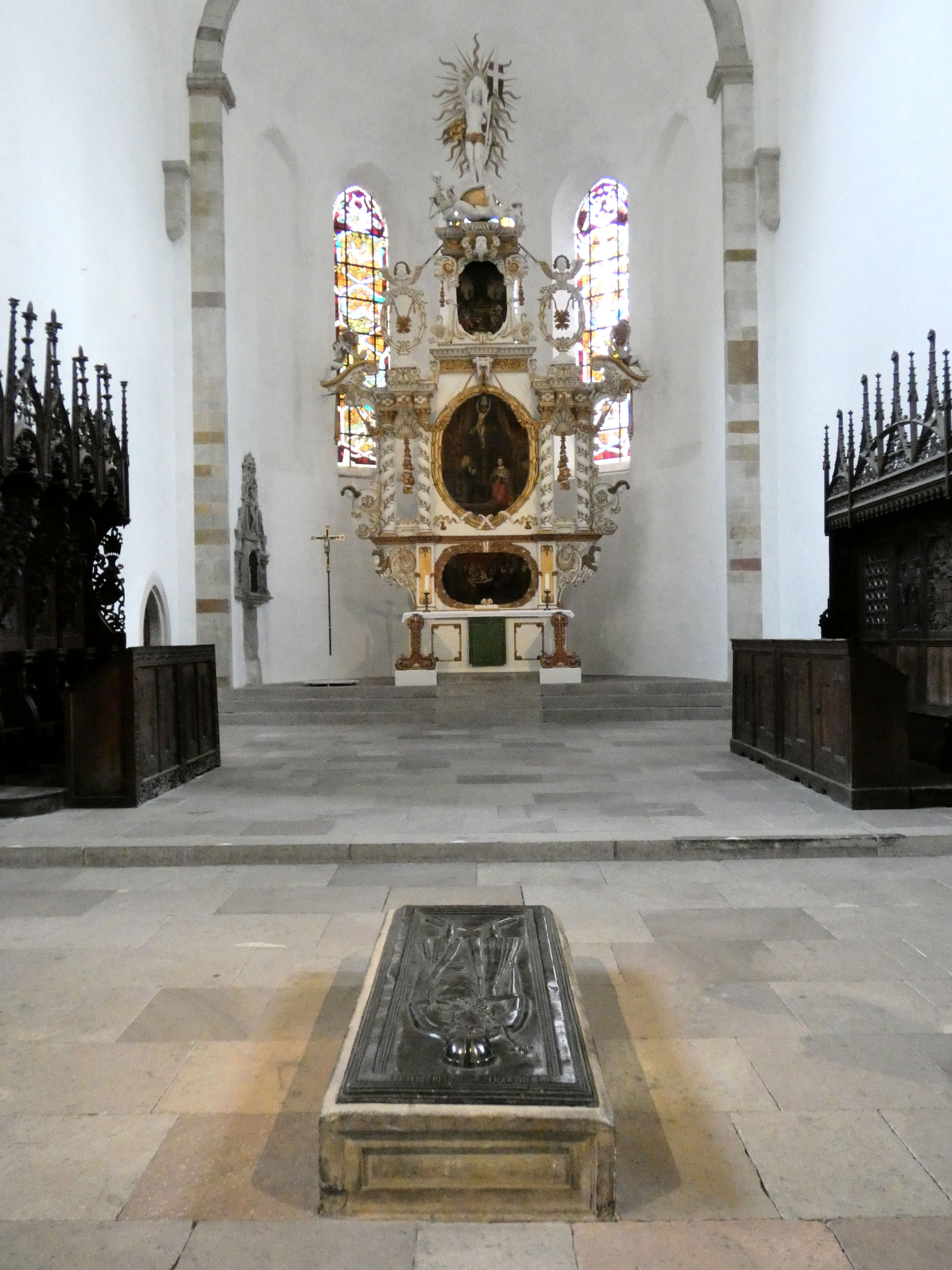
Posizione del sepolcro nel duomo di Merseburg (vista verso l'abside)

La lastra funeraria è di grande importanza sotto svariati aspetti. Prima di tutto, è la prima e quindi la più antica lastra funeraria figurale sopravvissuta dell'Europa centrale. Sebbene siano note sculture tombali precedenti, che rappresentavano i morti in senso figurato, queste sculture furono immortalate su lapidi verticali e non come lastre tombali sdraiate. Su tali lapidi, i defunti erano per lo più raffigurati vivi, in movimento e in azione. Diverso è con la tomba di Rodolfo, il cui soggetto viene mostrata anche vivo, con gli occhi aperti e senza il tipico cuscino dei morti, ma non in una scena della sua vita che ne raffigura le virtù. Inoltre, è finemente lavorato e riccamente cesellato come un bassorilievo, mentre le lapidi erano spesso solo intagliate grossolanamente e con intagli più primitivi, che mancavano di dettagli e lavori di pregio. La lastra funeraria di Rodolfo è la prima scultura funeraria di questo tipo con una data di origine stimata al 1080, archetipo per lastre tombali successive che apparvero in Europa solo due secoli dopo con la tomba di Rodolfo I d'Asburgo, del 1291.
Importanza molto maggiore è attribuita alla lastra tombale per quanto riguarda la decisione di seppellire l'anti-re in un edificio sacro, addirittura nel presbiterio della cattedrale, e di concedergli anche una tomba così magnifica. In tal senso, la tomba di Rodolfo di Svevia è la prima tomba conservata di un laico e la prima tomba figurativa raffigurante un re tedesco. Anche Carlo Magno fu sepolto in un antico sarcofago senza ritratto. Poiché la chiesa insegnava l'inutilità dell'esistenza terrena, era sorprendente che si attribuisse così grande importanza al carattere figurativo della tomba. Inoltre, originariamente, solo i sacerdoti potevano essere sepolti nel presbiterio, ossia la zona più sacra dell'edificio religioso, e solo nel corso del tempo furono fatte sempre più eccezioni fino ad aprire anche ai laici l'area liturgica in capo all'aula. Tuttavia, contrassegnare le tombe e i monumenti commemorativi per i defunti era severamente vietato. Gli imperatori erano già sepolti davanti al coro di una chiesa, ma senza scritte né immagini. Quindi è ancora più sorprendente che la lastra della tomba di Rodolfo sia stata così riccamente decorata e collocata in una posizione estremamente di rilievo, al centro del presbiterio della cattedrale, essendo solo un anti-re con un breve regno di poco meno di 4 anni, durante i quali non fu mai veramente in grado di consolidare il suo potere.
Questo fenomeno può essere spiegato dal significato politico dell'anti-re, come esempio politico contro Enrico IV, per sottolineare che Rodolfo godeva del sostegno della chiesa e che le opinioni riguardo alla sua legittimità non potevano mutare nemmeno dopo la morte.

### Riferimenti

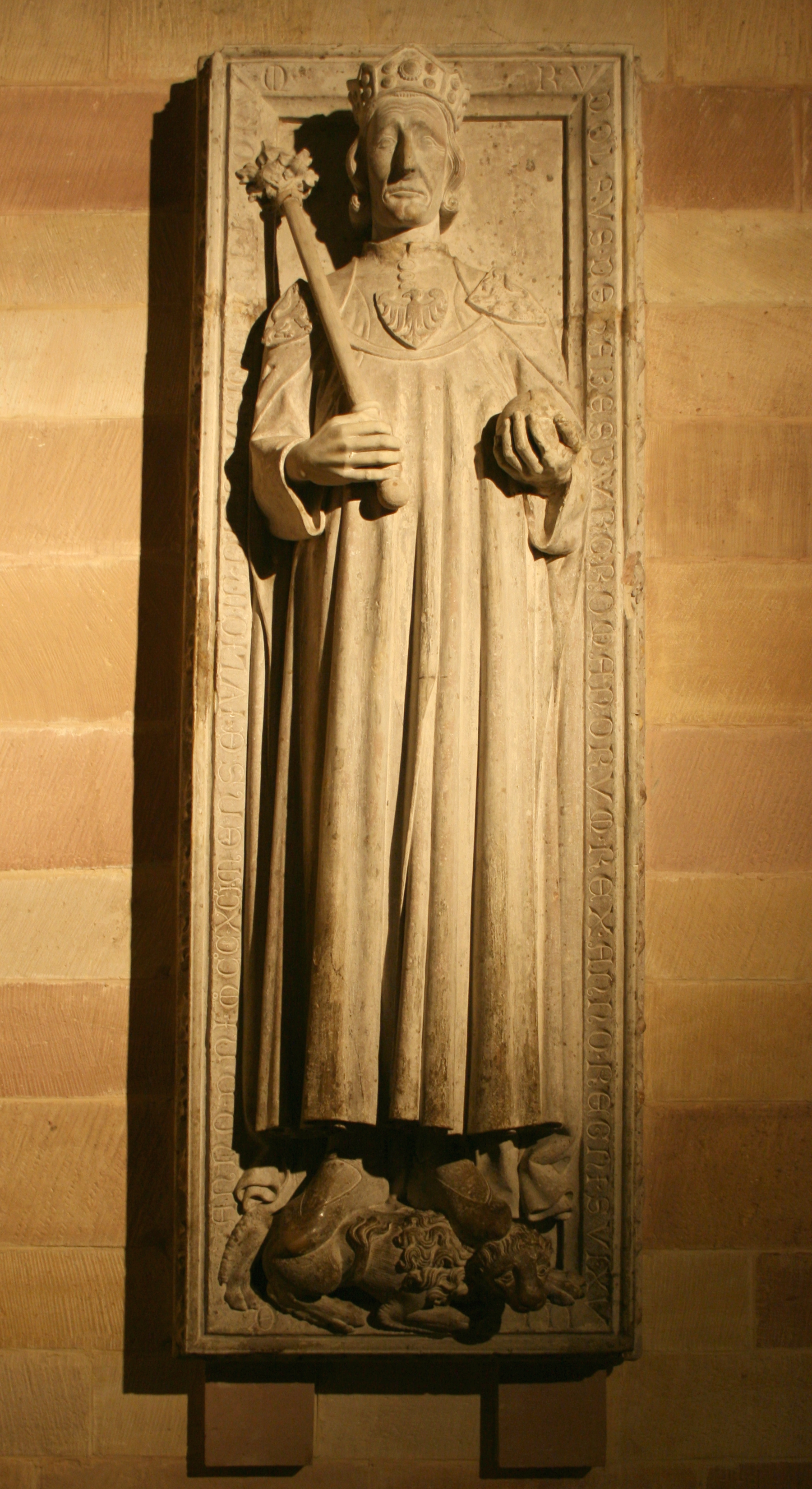
Tomba di Rodolfo I d'Asburgo

Se si considera che questa immagine funeraria è stata la prima del suo genere ed è rimasta sola nella storia per oltre due secoli, sorge la domanda su come possa essere stata concepita in questa forma. Era molto diffuso, nell'Europa settentrionale, raffigurare il defunto come un ritratto da vivo sulla tomba, ma questa usanza romana era usata solo sulle stele e sulle lapidi verticali da esse derivate nel VII e VIII secolo, con esito molto diverso da quello della tomba di Rodolfo.
Molto diffuse erano anche le lastre tombali e i coperchi di sarcofagi romani. Dall'epoca dei Franchi, ad esempio, si sono conservati in gran numero, ma in nessun caso provvisti di un ritratto o di una figura del defunto. Le lastre funerarie più antiche e le palpebre dei sarcofagi sono per lo più lisce e prive di decorazioni, e dai primi tempi al Medioevo furono incorporati simboli e stemmi come decorazione e per sottolineare lo status del defunto. Vi sono alcune lastre tombali su cui una figura umana è indicata in forma molto rozza, primitiva e grezza, ma queste eccezioni non possono essere servite da modello diretto per la tomba di Rodolfo, se non per dimostrare che esistesse già perlomeno il presupposto per creare un'opera del genere, anche se non con un risultato così dirompente.
Essendo improbabile uno sviluppo dell'idea totalmente autonomo, l'ipotesi più probabile è che la tomba di Rodolfo sia stata modellata sulla base di tombe tardo antiche e paleocristiane italiane, anche se la circolazione di questi manufatti nel nord Europa non può essere provata. La tomba di Rodolfo può essere spiegata solo in parte dal fatto che i numerosi viaggi degli imperatori e dei loro consiglieri in Italia, e soprattutto a Roma, potessero trarre idee di questo tipo da esportare in Germania. Tuttavia, lo stile scultoreo romano è assente nella tomba di Rodolfo, il che potrebbe essere dovuto a una trasmissione del puro modello e non dei suoi dettagli stilistici, lasciati all'elaborazione dell'artista locale che realizzò il bronzo.

## Confronto con opere successive
La lastra funeraria di Rodolfo I d'Asburgo venne realizzata solo intorno al 1285, due secoli dopo quella di Rodolfo di Svevia, e installata nella cattedrale di Spira nel 1291. I parallelismi tra i due monumenti sono inconfondibili, quindi l'ipotesi che l'immagine della tomba più antica sia servita da modello per quella di Rodolfo d'Asburgo è verosimile. Entrambe le tombe sono circondate da una cornice a gradini su cui c'è un'iscrizione ("Rodolfo d'Asburgo / Re dei Romani / morto nel XVIII anno del suo regno / nell'anno del Signore 1291 / nel mese di luglio / nel giorno dell'invio degli apostoli”). Inoltre, il re è raffigurato in posizione verticale su uno sfondo non definito. Solo l'area dei piedi è diversa, poiché sembra essere in piedi su un leone, l'animale araldico degli Asburgo. Anche la posizione delle mani di entrambe le figure è molto simile: la mano destra tiene lo scettro, la sinistra il globo imperiale. Sul petto è decorato uno stemma con un'aquila imperiale e la testa è ornata da una corona. La sua veste cade in pieghe leggermente più curve rispetto alla veste di Rodolfo di Svevia, denunciando una cultura stilistica molto più avanzata. Inoltre, la lastra della tomba di Spira è stata scolpita nell'arenaria e concepita come altorilievo, con caratteristiche simili a un ritratto.